# Trận Brześć Litewski
Trận Brześć Litewski (còn gọi là Cuộc bao vây Brześć, Trận Brest-Litovsk hay đơn giản là Trận Brześć) là một trận đánh trong Thế chiến thứ hai giữa quân Đức Quốc Xã và Ba Lan diễn ra từ ngày 14 đến 17 tháng 9 năm 1939, gần thị trấn Brześć Litewski (nay là Brest, Belarus).
Sau ba ngày chiến đấu căng thẳng tại thành cổ Brześć, quân Đức chiếm được pháo đài và lực lượng phòng thủ Ba Lan phải rút lui.

## Lịch sử

### Trước trận chiến
Pháo đài cổ của Brześć nằm ở ngã ba sông Manyawi và sông Bug. Với mục đích bảo vệ một lâu đài thời Trung cổ, nó được củng cố và xây dựng lại vào thời Napoleon và sau đó bổ túc một lần nữa vào năm 1847. Bị tàn phá nặng nề trong Thế chiến thứ nhất, pháo đài bị biến thành một kho chứa quân nhu và phần trung tâm của nó trở thành một nhà tù.
Trong kế hoạch phòng vệ, phía Ba Lan không thành lập kế hoạch bảo vệ pháo đài cổ của Brześć. Thị trấn Brześć nằm sâu phía sau các tuyến phòng thủ Ba Lan và pháo đài chỉ được xem là một trung tâm tổ chức và cung ứng hơn là một pháo đài tiền tuyến.
Khi chiến tranh nổ ra, sau thắng lợi ở trận Mława và Wizna, Quân đoàn XIX Panzer Đức dưới quyền tướng Heinz Guderian đã phá vỡ các tuyến phòng thủ Ba Lan và tăng tốc tiến về phía nam với mục đích công kích Warszawa từ phía Đông nhằm cắt đôi Ba Lan.
Theo mật ước của Hiệp ước Molotov, Ribbentrop ngày 23 tháng 8 năm 1939, khu vực Brześć được giao vào "phạm vi ảnh hưởng" của Liên Xô. Tuy nhiên, lúc bấy giờ Liên Xô chưa bắt đầu tiến vào Ba Lan. Nếu quân Đức dừng đà tiến nhanh, sẽ cho Ba Lan có thời gian để tập hợp lại và phản công. Vì vậy, vào ngày 8 tháng 9, Bộ trưởng Ngoại giao Đức, Joachim von Ribbentrop, đã thông báo cho chính phủ Liên Xô rằng các lực lượng Đức sẽ phải tiến vào vùng "phạm vi ảnh hưởng" của Liên Xô, nhằm tiếp tục đà tấn công Ba Lan.
Mục đích của phía Đức là nhanh chóng chiếm giữ pháo đài nhằm ngăn chặn các đơn vị của Cụm tác chiến độc lập Narew dưới quyền tướng Młot-Fijałkowski rút lui về phía nam và hội quân với phần còn lại của quân đội Ba Lan. Nhận ra ý đồ của quân Đức, phía Ba Lan lên kế hoạch đối phó. Mặc dù phần lớn chức năng quân sự đã lỗi thời bởi các tiêu chuẩn đương đại, pháo đài Brześć vẫn chiếm vị trí chiến lược trong các tuyến phòng thủ của Ba Lan và việc phòng thủ nó có thể ngăn chặn các lực lượng Đức vượt qua Polesia để vào Małopolska và Galicja ở phía nam. 

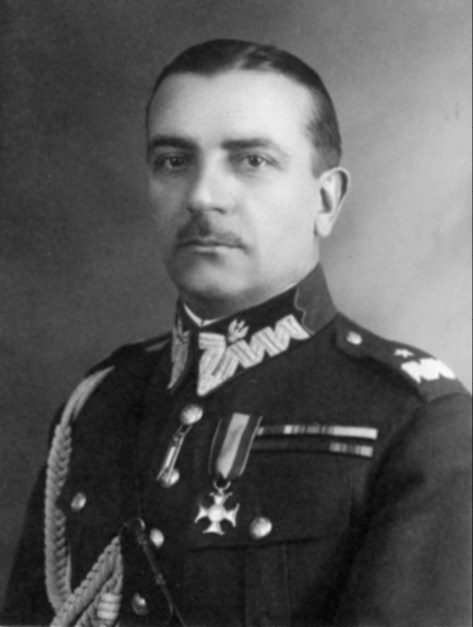
Tướng Konstanty Plisowski, chỉ huy trưởng lực lượng phòng thủ Brześć.

Vào cuối mùa hè, lực lượng trú đóng trong pháo đài gồm các tiểu đoàn hành quân của các trung đoàn bộ binh 82 và 35, cùng một số đơn vị nhỏ khác. Bên cạnh đó, một số lượng lớn binh sĩ dự bị mới được huy động đã đến pháo đài chờ phân bổ về đơn vị. Từ những nhóm quân này, tướng Konstanty Plisowski đã tổ chức thành một lực lượng phòng thủ thống nhất gồm khoảng ba tiểu đoàn bộ binh, được hỗ trợ bởi một tiểu đoàn công binh, một số khẩu đội pháo binh và hai đại đội xe tăng FT-17 cũ vốn được dùng để huấn luyện, số 112 và 113. Lực lượng này là khá mỏng để có thể đương cự được trước sức tấn công của Quân đoàn XIX của Đức.

### Tương quan lực lượng
Về phía Ba Lan, Brześć được bảo vệ bởi một lực lượng nhỏ chắp ghép dưới quyền tướng Plisowski, gồm ba tiểu đoàn bộ binh, một tiểu đoàn công binh, một số khẩu đội pháo binh và được hỗ trợ bởi hai đoàn tàu bọc thép (phiên hiệu PP55 và PP53) do các đại úy Mieczysław Malinowski và Andrzej Podgórski chỉ huy.
Lực lượng Đức gồm toàn bộ Quân đoàn XIX Panzer dưới quyền tướng Heinz Guderian.

### Trận chiến
Vào ngày 14 tháng 9, 77 xe tăng Đức thuộc Tiểu đoàn 2 thuộc Trung đoàn Panzer số 8, Sư đoàn 10 Panzer, đã đến khu vực của Brześć và cố gắng chiếm giữ pháo đài trên đường hành tiến. Cuộc tấn công thăm dò đã bị đẩy lùi bởi lực lượng bộ binh Ba Lan và đại đội 113 xe tăng hạng nhẹ, gồm 12 xe tăng Renault FT lỗi thời. Tuy toàn bộ xe tăng Ba Lan đều bị phá hủy, nhưng quân Đức buộc phải rút về vị trí ban đầu. Đoàn tàu bọc thép của Ba Lan số 53 (PP53) đã  thực hiện một cuộc trinh sát tiến tới Wysokie Litewskie, bị một đội tuần tra của Sư đoàn 10 Panzer tấn công. Một số cuộc giao tranh khác cũng xảy ra, nhưng phần lớn không có kết quả ngã ngũ.
Cuối ngày hôm đó, pháo binh Đức đến và bắt đầu bắn phá cả pháo đài và thị trấn. Giao chiến trên đường phố nổ ra khốc liệt. Vào lúc bình minh, khoảng một nửa thị trấn nằm trong tay Đức, nửa còn lại được bảo vệ bởi quân Ba Lan. Vũ khí chống tăng, pháo và súng phòng không của Ba Lan rất ít và không đủ. Ngày hôm sau, quân phòng thủ Ba Lan rút khỏi thị trấn, nhưng thương vong nặng nề từ cả hai phía đã ngăn cản các đơn vị Đức tiếp tục cuộc tấn công vào pháo đài. Thay vào đó, pháo đài liên tục bị pháo kích và bị các máy bay của Luftwaffe oanh tạc.
Khi tướng Plisowski nhận được các báo cáo rằng các đơn vị trinh sát của Sư đoàn 3 Panzer được nhìn thấy gần ga xe lửa ở Żabinka, phía bắc Kobryń, ông ta đã gửi đoàn tàu bọc thép PP55 đến để ngăn chặn nguy cơ lực lượng của mình bị chia cắt. Một trung đội gồm năm xe tăng trinh sát rời đoàn tàu gần Żabinka và tấn công các xe bọc thép của Đức gần một cây cầu trên sông Manyawiec. Sau khi ba chiếc xe tăng bị bắn cháy, hai chiếc còn lại đã rút lui. Một cuộc tấn công tiếp theo của một trung đội xung kích từ tàu cũng thất bại. Sau một cuộc tấn công kết hợp của trung đội xung kích và pháo hỗ trợ từ đoàn tàu PP55, quân Đức đã rời khỏi khu vực của cầu Manyawiec. Khi trở về, PP55 tiếp tục tấn công một nhóm chiến đấu khác thuộc Sư đoàn 3 Panzer (bao gồm các đơn vị trinh sát và Trung đoàn xe tăng 5, được hỗ trợ bởi khẩu đội 6 thuộc Trung đoàn pháo binh hạng nhẹ 75). Sau khi phá hủy một vài chiếc xe bọc thép, đoàn tàu đã rút về phía Brześć và nhà ga xe lửa bị bỏ lại cho quân Đức chiếm giữ. 

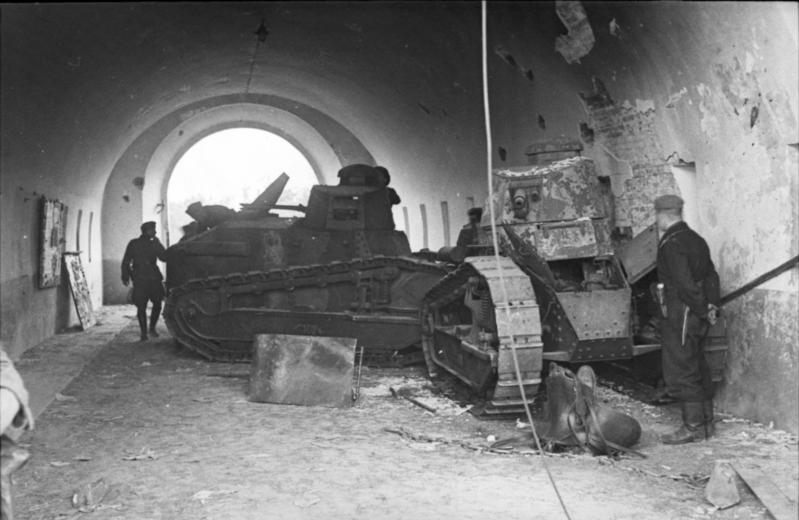
Một cổng vào đảo phía bắc của pháo đài bị chặn bởi xe tăng FT.

Cuộc tấn công lớn cuối cùng bắt đầu vào sáng sớm ngày 16 tháng 9. Những người bảo vệ Ba Lan có rất nhiều vũ khí nhẹ và đạn dược trong pháo đài, nhưng hầu như không có vũ khí chống tăng và không đủ đạn pháo. Mặc dù bộ binh Đức bị đẩy lùi và cuộc tấn công của xe tăng Đức không thể thực hiện do hai xe tăng FT bịt kín cổng phía bắc của pháo đài; nhưng khi màn đêm buông xuống, rõ ràng là áp lực của quân Đức đã khiến tình hình trở nên rất nghiêm trọng. Mặc dù tổn thất nặng nề, Sư đoàn cơ giới số 20 và Sư đoàn 10 thiết giáp Đức đã chiếm được phần phía bắc của tòa thành. Cùng lúc đó, lực lượng hỗn hợp của Sư đoàn 3 Thiết giáp và Sư đoàn 2 Thiết giáp của Quân đoàn Thiết giáp XXII tiến vào thành. Người Ba Lan không thể tiếp tế và thương vong tăng lên gần 40%.
Lúc bình minh, tướng Plisowski đã ra lệnh cho một phần của lực lượng phòng thủ Ba Lan rút lui khỏi các công sự ở phía cực đông, tập hợp lại sang phía bên kia sông và rút về phía nam. Cuộc di tản được hoàn thành vào sáng sớm ngày 17 tháng 9, và khi đơn vị cuối cùng băng qua cây cầu, đã cho nổ tung nó nhằm ngăn cản quân Đức. Một giờ sau, các đơn vị của trung đoàn bộ binh 76 của Đức tiến vào pháo đài - gần như không phải giao chiến. Đơn vị duy nhất của Ba Lan ở lại pháo đài là tàn quân của Trung đoàn Bộ binh 82 dưới quyền Đại úy Radziszewski, người quyết định chiến đấu đến cùng.

## Hậu quả

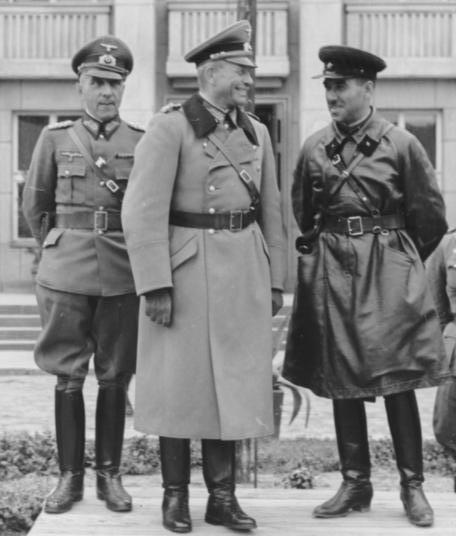
Thiếu tướng Đức Heinz Guderian và Lữ đoàn trưởng Liên Xô Semyon Krivoshein tại Brześć.

Vào ngày 17 tháng 9 năm 1939, Hồng quân bắt đầu vượt qua biên giới Ba Lan và tiến nhanh về phía Tây. Lữ đoàn xe tăng 29 của Liên Xô dưới quyền Lữ đoàn trưởng Semyon Krivoshein đã đến khu vực Brześć sau ngày hôm đó và tiếp quản pháo đài từ Wehrmacht. Một cuộc diễu binh chung giữa Đức và Liên Xô đã được tổ chức tại thị trấn, sau đó quân Đức rời khỏi khu vực, băng qua sông Bug và bắt đầu truy quét tàn quân của tướng Plisowski.
Khoảng 40 kilômét (25 dặm) về phía đông Ba Lan là cánh quân của Sư đoàn Bộ binh "Kobryń" dưới quyền Đại tá Epler, được lệnh rút lui song song với Plisowski. Sau trận Kobryń, sư đoàn phá vòng vây và gia nhập lực lượng của tướng Plisowski. Lực lượng Ba Lan đã nhanh chóng được bổ sung thêm Lữ đoàn kỵ binh Podlaska và cùng nhau bắt đầu tiến về Lwów và cầu Rumani. Dưới sự chỉ huy của tướng Franciszek Kleeberg, họ đã tái tổ chức lại trong phần còn lại của Quân đội Ba Lan, chiến đấu hiệu quả chống lại cả Wehrmacht và Hồng quân cho đến trận Kock, kết thúc vào ngày 6 tháng 10 năm 1939.
Pháo đài Brest đã được bàn giao cho Liên Xô theo Hiệp ước Molotov-Ribbentrop. :83 Nó bị bao vây và tái chiếm lại bởi Wehrmacht khi Chiến dịch Barbarossa bắt đầu vào năm 1941, đánh dấu mở đầu cuộc chiến tranh xâm lược của người Đức với đồng minh cũ Liên Xô.